# EPOXI

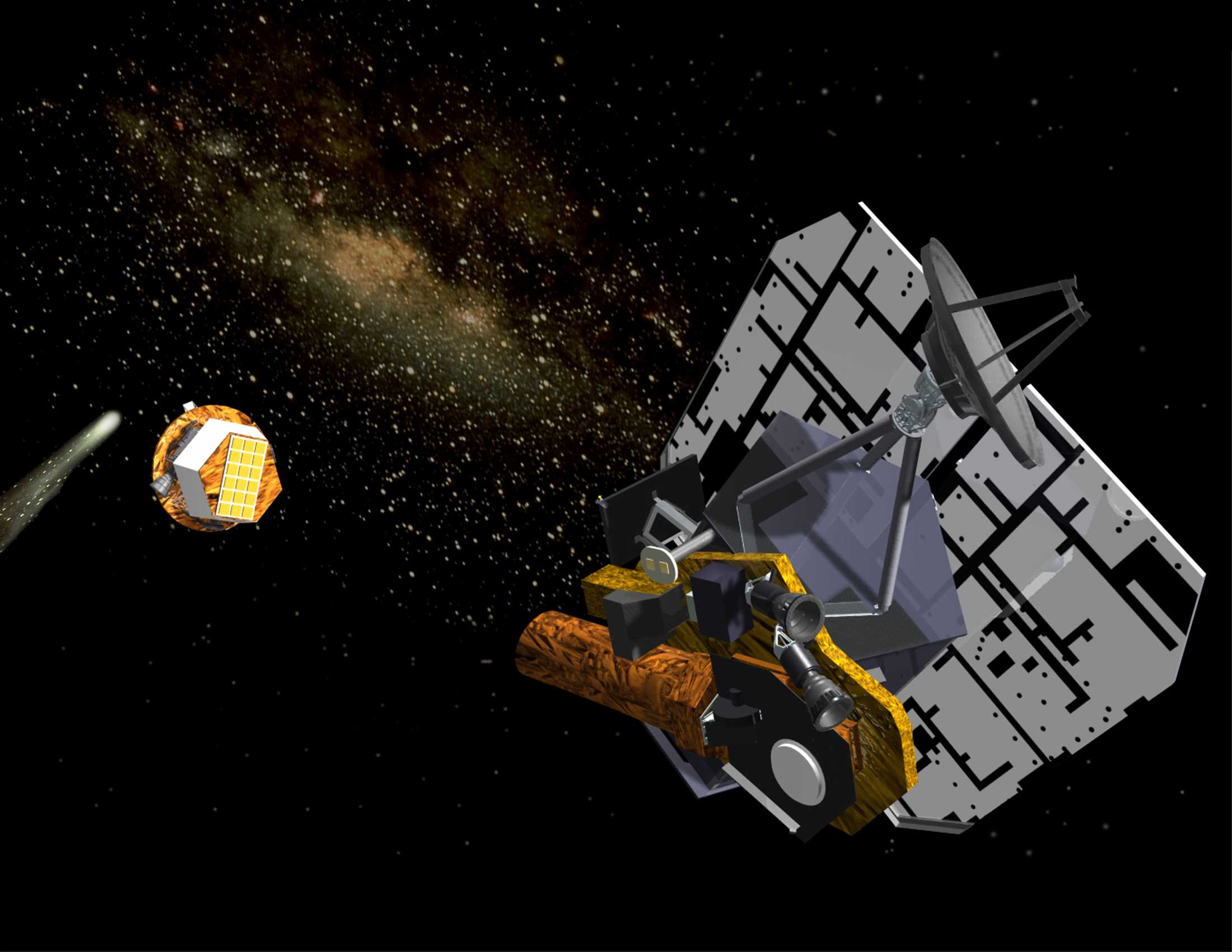
Computermodel van de Deep Impact-ruimtesonde die is hergebruikt voor EPOXI

EPOXI is een NASA-missie naar de komeet Hartley 2.
Het acroniem EPOXI staat voor Extrasolar Planet Observation and Characterization and the Deep Impact Extended Investigation (observatie en karakterisering van planeten buiten het zonnestelsel, in verlengd onderzoek van Deep Impact).
De ruimtesonde werd gelanceerd op 12 januari 2005 als de Deep Impact-missie. In december 2007, nadat de doelen van Deep Impact gehaald waren, werd de naam van de missie veranderd naar EPOXI. Op 4 november 2010 kwam de sonde tot op 700m van de komeet. Het oorspronkelijk plan in 2007 was om op 11 oktober 2010 de komeet bereiken.
Het was de Universiteit van Maryland, Baltimore County die met het winnend voorstel voor missieverlenging kwam en de EPOXI-missiewebsite beheert.